# Elisabeth Fraas
Pour les articles homonymes, voir Fraas.
Elisabeth Fraas est une rameuse d'aviron danoise.

## Carrière
Elle remporte la médaille d'or du deux de couple poids légers avec Kirsten Plum Jensen aux Championnats du monde d'aviron 1984 à Montréal et la médaille de bronze dans la même épreuve avec Ulla Jensen aux Championnats du monde d'aviron 1991 à Vienne.